# César Ariel Fioravanti
César Ariel Fioravanti (Buenos Aires, 2 de marzo de 1933-Buenos Aires, 5 de marzo de 2025) fue un artista plástico argentino, Profesor Nacional de Dibujo y Superior de Escultura en Talla Directa.

## Biografía
Realizó sus estudios en las Escuelas de Bellas Artes Manuel Belgrano, Prilidiano Pueyrredón y Ernesto de la Cárcova.
En el año 1949 ingresó a la repartición municipal porteña de Festejo y Ornamentaciones. 
En 1952 intervino en la muestra Nueva Generación Plástica Argentina, iniciando así su extensa participación en salones privados, municipales, provinciales, nacionales y en el exterior: Puerto Rico, Polonia, España, EE. UU., Japón y Medio Oriente, invitado por el Ministerio de Relaciones Exteriores. 
Participó como realizador escenográfico para el arquitecto Luis Diego Pedreira y el Teatro Gral San Martin. 
Desde 1958 al 1993 se desempeñó como profesor titular en la Escuelas de Bellas Artes Manuel Belgrano, Cerámica número 1, Beato Angélico y Prilidiano Pueyrredón. 
Durante 1960-1976 fue jefe de Investigaciones del Museo de Arte Moderno de Buenos Aires.
De 1990 al 1993 ejerció como miembro titular de la Junta Nacional de Enseñanza Artística.  
Entre 1985 y 1990 coordinó la apertura oficial del Museo de Esculturas Luis Perlotti, donde fue su director hasta el 2006. 
En 2006 organizó la presentación de la Casa Museo Magda Frank, y hasta el 2009 fue el curador de las diferentes exposiciones realizadas de escultores argentinos en la estación de subterráneo José Hernández.
Fue secretario de Relaciones Institucionales de la Comisión para la Preservación del Patrimonio Histórico Cultural de la Ciudad de Buenos Aires en 2003.
En 2007 ganó el concurso para la realización del busto presidencial de Héctor J. Cámpora para el Salón de los bustos de la Casa Rosada.
En el 2013 realizó una muestra retrospectiva en el Museo de Artes Plásticas Eduardo Sívori.
Socio fundador de varios grupos como: Grupo Arte Duro, Arte Gráfico Grupo Buenos Aires, Grupo Plural Argentino y de Artistas Premiados Argentinos. Participante en diversas actividades del CAyC (Centro de Arte y Comunicación).
Participó como jurado en innumerables salones en el país, municipales, provinciales y nacionales, entre los que se destacan el Salón Nacional Artes Visuales; Salón Municipal Manuel Belgrano y Bienal Internacional de Escultura del Chaco. Realizó varias exposiciones en los lugares más prestigiosos: Museo de Artes Plásticas Sivori, Escuela de Bellas Artes Manuel Belgrano, Museo Lucy Mattos,Centro Cultural de la Cooperación, Galería Centoira, M.E.E.B.A , Espacio cultural de Signum, Museo de Esculturas Luis Perlotti.
La libertad de realización es una constante en su carrera artística, donde alterna permanentemente entre la figuración y la abstracción. La luz, el color y el movimiento son protagonistas de sus diferentes creaciones.
Durante enero y febrero de 2020 se realizó la muestra Dinamosaurius en el Centro Municipal de Arte de Avellaneda. La exposición recuperó obras de las series La revolución de la alegría y Negra. En la muestra buscó reflejar la injusticia social y una fuerte crítica a funcionarios de gobierno.
En su extensa trayectoria creó esculturas, dibujos, grabados, arte con neón, relieves y módulos interactivos.

## Distinciones
- Primer Premio Swift  de Grabado (año 1969).
- Primer Premio en Grabado en el Salón Municipal Manuel Belgrano, Gran Premio Nacional de Grabado y el Primero en Experiencias Visuales del Salón Nacional (Año 1970).
- Premio Mejor Producción Bianual en grabado, Fondo Nacional de las Artes (año 1972).
- Premio Trayectoria, Universidad Nacional de Lanús (año 2018).[10]
- Reconocimiento “Orgullo de ser de Lomas” de la Municipalidad de Lomas de Zamora (año 2019).